# Hormizd VI
Hormizd VI est un souverain perse de la dynastie des Sassanides ayant régné vers 630-632. Ce souverain est le plus souvent considéré comme Hormizd V par les généalogies qui ne prennent pas en compte l'usurpateur « Hormizd [V] » de 593.

## Biographie
Selon Sébéos qui ne précise pas le nom de son père c'est un petit-fils de Khosro II, il est parfois considéré comme un fils de Farrukhzad Khosro V.
Hormizd est proclamé roi à Nisibîn par les troupes de Farroḵān quand Azarmedûkht est elle-même portée au trône à Ctésiphon. Il est massacré par ses soldats dès la première année du règne de Yazdgard III. Des monnaies datées des années 1, 2 et 3 de son règne ont été retrouvées.
Théophane le Confesseur qui le nomme « Hormisdas », dans sa « Chronique » lui attribue un règne de 11 ans débutant dans l'année « septembre 629- aout 630 » et le confond vraisemblablement avec Yazdgard III.